# 田中誠二 (国史学者)
田中 誠二（たなか せいじ、1948年 - ）は、日本の歴史学研究者。専門は日本近世史、古文書の研究。元山口大学人文学部教授。同大学歴史学講座大学院教授。

## 経歴
出生から修学期
1948年、広島県で生まれた。京都大学文学部国史学で学び、1972年に卒業。京都大学大学院文学研究科国史学専修に進み、1975年に修了。
日本近世史研究者として
1977年、山口大学助手に採用された。1981年に同大学助教授、のち同大学教授に昇格。1994年、学位論文『萩藩の検地と年貢』を京都大学に提出して文学博士号を取得。2010年からは同大学人文学部歴史学講座大学院教授。

### 委員・役員ほか
- 萩城・城下町検討委員会専門委員となる[4]。
- 山口県文化財保護審議会委員(再任：2010年～)[5]。

## 研究内容・業績
専門は日本近世史。山口大学で長く教鞭をとり、長州藩に関する著作が多い。
- 1991年6月：萩ユネスコ協会総会にて公開講演「萩藩から見た近世初期の幕藩関係」[6]。
- 1991年3月：やまぐち学シンポジウム(山口大学開催)で講演。タイトルは『萩藩研究の新展開』[7]。

### 人物
- 野球が好きである。山口大学人文学部研究室対抗で、ソフトボールの試合で活躍していた[8]。

## 著作
著書
- 『長州藩地方史料の基礎的研究：大谷家文書を中心に』山口大学 1989
- 『萩藩財政史の研究』塙書房 2013[1]
- 『藩政史研究の課題：岡山藩と萩藩』塙書房 2024

共編著
- 『古代〜近世の中国地方における採鉱冶金に関する総合的研究』研究代表、科学研究費補助金基盤研究成果報告書 2004
- 『益田家文書「御用状控」：東京大学史料編纂所所蔵(2010-2011年度東京大学史料編纂所一般共同研究「益田家文書御用状についての史料学的研究」研究成果報告書)』研究代表、研究成果報告 2012
- 『近世後期〜幕末期の和市変動と萩藩財政の研究』研究代表、科学研究費補助金研究成果報告書 2014

論文
- 田中2005「萩藩の家臣団編成と加判役の成立」『山口大学文学会志』55, 41-61頁.
- 田中2008「藩からみた近世初期の幕藩関係」『吉備地方文化研究』18, 129-146頁.
- 田中2008「一七世紀前半の萩藩財政」『山口大學文學會志』58, 33-51頁.PDF
- 田中2009「「県史講演録」 天保期の萩藩財政」『山口県史研究』17, 89-105頁.doi
- 田中2009「萩藩中期藩財政研究序説」『やまぐち学の構築』5, 1-19頁.PDF
- 田中2009「萩藩前期の山代紙」『山口大學文學會志』59,43-65頁.PDF
- 田中2010「萩藩中期の山代紙」『やまぐち学の構築』6,1-19頁.PDF
- 田中2010「萩藩中期藩財政の研究」『やまぐち学の構築』6, 20-39頁.PDF
- 田中2011「幕末期藩財政史研究序説」『やまぐち学の構築』7, 1-25頁.PDF
- 田中2011「萩藩後期の山代紙：山代請紙制の衰退」『やまぐち学の構築』7,27-45頁.PDF
- 田中2012「維新期山口藩財政史研究序説」『やまぐち学の構築』8, 1-33頁.PDF
- 田中2013「萩藩の財政と御用達商人」『やまぐち学の構築』9, 1-24頁.PDF